# Andrzej Halemba
Andrzej Halemba (né le 19 novembre 1954 à Chełm Śląski en Pologne) est un presbytre catholique polonais, prêtre missionnaire Fidei Donum, traducteur du Nouveau Testament, auteur d'un dictionnaire Mambwe-anglais, directeur du Centre de Formation Missionnaire, secrétaire de la Commission pour les Missions de l’Épiscopat Polonais, délégué des missionnaires de la Conférence de Épiscopale Polonaise, fondateur du musée de la Mission à Brzęczkowice. De 2006 à 2020 il travaillait pour l'organisation internationale Aide à l'Église en détresse (ACN International). Il était chargé en 2006 des pays anglophones et lusophones d'Afrique et puis en 2010 d'aider l’Église au Moyen-Orient. En 2020 il a lancé l'Initiative internationale "Notre Chemin vers Dieu" pour l'évangélisation mondiale.  

## Biographie

### Jeunesse et vocation sacerdotale
Il est né le 19 novembre 1954 à Chełm Śląski, fils d'Eryk Halemba et de Maria née Ryszka, il a deux frères: Venance et Bernard. Dans sa ville natale, il a fréquenté l'école primaire en 1969 pour continuer son éducation au Lycée de Tadeusz Kościuszko à Mysłowice. Il s'intéressait à l'anthropologie et à la philosophie. Après avoir passé le baccalauréat en 1973, il entra au Séminaire de Haute Silésie à Cracovie. En 1981 il a obtenu une maîtrise en théologie à l'Académie Pontificale de Théologie de Cracovie. Le 3 avril 1980, il a été ordonné prêtre par Monseigneur Herbert Bednorz dans la cathédrale de Katowice. Travaillant comme vicaire dans la paroisse des Saints Pierre et Paul à Świętochłowice, il assistait avec un grand engagement les Enfants de Marie, un groupe de soutien aux missionnaires. Déjà à cette époque il s'était efforcé de partir en mission.

### Vocation missionnaire et travail en Zambie
En 1979, lors du premier pèlerinage de Jean-Paul II en Pologne, la rencontre avec le cardinal Sénégalais, Hyacinthe Thiandoum de Dakar, a eu une énorme influence sur sa décision. Le cardinal africain a fasciné le jeune séminariste par sa franchise, son ouverture et son grand sens de l'humour. Après une courte préparation, il est parti pour la Zambie où il a vécu à partir de 1983, servant durant 12 ans comme missionnaire Fidei Donum dans le diocèse de Mbala (aujourd'hui Kasama), à la mission de Mambwe(1983-1993 et 2004-2005). L'engagement missionnaire du père Halemba ne s'est pas limité à des activités pastorales, mais a couvert également de nombreux autres domaines. En tant que missionnaire il a pu offrir des services de traitements médicaux malgré des ressources très limitées et d'autres difficultés, malnutrition des patients, épidémie de malaria, manque d’antibiotiques, de vaccins, taux de mortalité périnatale élevé car l’hôpital le plus proche étant situé à environ 80 km, on ne parvenait pas toujours à transporter le patient à temps. Surmontant les obstacles pour sauver la vie de chaque personne, les missionnaires se sont engagés, avec l'aide et la contribution de la population locale, à construire un hôpital caritatif à Mambwe, à la périphérie du diocèse et du pays. Grâce à l'aide administrative de leurs évêque, Adolf von Fürstenberg, le soutien financier des bienfaiteurs et puis à l'engagement en heures de travail par la population locale, cet hôpital a pu être construit en deux ans. Le père Halemba a également contribué à la création d'une première école maternelle et du premier lycée de la mission Mambwe.

### Traductions au service d'évangélisation
Le peuple Mambwe a été la première parmi 72 tribus à accueillir les missionnaires catholiques. Les premiers pères blancs se sont arrêtés à Mambwe Mwela et ont acheté aux arabes 200 esclaves transportés par l'ancien "chemin des esclaves" décrit par Stevenson, qui reliait la province du Nord avec l'Atlantique et l'océan Indien. C'est là qu'ont été fondés le premier établissement catholiques et la première école. Cependant, malgré le temps écoulé, le peuple Mambwe ne possédait pas de traduction actualisé du texte de Nouveau Testament. La traduction protestante de la fin du XIXe siècle était dépassée, avec de nombreux emprunts à la langue swahili, des formes de langage obsolètes et à une incohérence grammaticale; si la population Mambwe l’employait c’était à contrecœur. Une nouvelle traduction, plus compréhensible, en particulier pour la jeune génération, était nécessaire. Le père Halemba, avec un groupe de consultants locaux, a entrepris la traduction et a élaboré en deux ans une traduction du Nouveau Testament dans la langue du peuple Mambwe. L’impression de cette œuvre a été offerte par les missionnaires polonais Fidei Donum à l’occasion du Jubilé du centenaire de l’Église catholique en Zambie en 1991. 
En 1994, le père Halemba a publié un dictionnaire mambwe-anglais, sur lequel il avait travaillé durant dix ans (1984-1994). Ce dictionnaire contient 17 500 entrées et constitue le dictionnaire le plus complet de la langue bantoue en Zambie. En 2007, il a publié deux ouvrages importants : le dictionnaire anglais-mambwe, sur base du dictionnaire Oxford Advanced Learner's, contenant 21 300 entrées et une grammaire de la langue mambwe ; il a également compilé le travail d'un missionnaire d'Afrique, le père blanc Marcel Petitclair et a édité le Missel Romain en langue mambwe. En 2009, le père Halemba a contribué à la publication de la Bible pour enfants en langue Mambwe intitulée "Dieu parle à ses enfants" ("God speaks to his children"). Il a aussi compilé et complété un soutien liturgique pour catéchistes en trois volumes ("Lectionnaires liturgiques Mambwe A, B et C"), le fruit de longues années de travail du père blanc Marcel Petitclair.

### Engagement scientifique
En 1993-1994, le père Halemba a entrepris des études complémentaires en missiologie à l'Académie de la Théologie Catholique (en) (ATK) de Varsovie (actuellement l'Université du cardinal Stefan Wyszyński), achevées par une thèse de baccalauréat intitulée "Quelques aspects de l'inculturation du peuple Mambwe à la lumière de la lettre apostolique de Paul VI Africae terrarum ". En 2004, il a obtenu le titre de docteur en sciences théologiques en soutenant sa thèse de doctorat intitulée "Valeurs religieuses et éthiques dans les proverbes du peuple Mambwe - Zambie" ("Religious and ethical values in the proverbs of the Mambwe people – Zambia "). Il a publié en 2005 "Les contes et proverbes du peuple Mambwe", en mambwe et en anglais. Ces publications ont permis de sauver de l’oubli de nombreux aspects des traditions Mambwe. Deux nouvelles publications sont en préparation: le deuxième tome des contes africains en anglais et en mambwe et "Histoire et coutumes du peuple Mambwe en Zambie".

### Travail pour les missions
En 1996, il est devenu directeur du Centre de Formation Missionnaire à Varsovie et secrétaire de la Commission pour les Missions de l’Épiscopat Polonais. En 1999, il a également été nommé délégué des missionnaires. À cette époque, il a été à l’origine de nombreuses actions et concours, dont les concours "Mon copain d'école en Afrique" et "Olympiade Missionnaire". En 2003, il a terminé son travail pour la Commission pour les Missions de l’Épiscopat Polonais et le Centre de Formation Missionnaire.
Au cours de ses voyages pastoraux et missionnaires, il a rassemblé des souvenirs sous forme d'objets de la vie quotidienne, d'œuvres d'art (principalement africaines mais également indiennes et papoues) ainsi que des objets de culte. À partir de ses nombreuses collections, il a érigé le musée missionnaire de Cardinal August Hlond, qui a ouvert ses portes le 12 janvier 2004 dans la paroisse Notre-Dame des Douleurs à Brzęczkowice. À travers de nombreux articles, interviews et participations à de nombreuses conférences, il a contribué à la popularisation des missions et à l’éveil des vocations missionnaires. Comme l’Afrique s'est emparé définitivement de son cœur, il y revient chaque année et organise depuis des années des rencontres des missionnaires polonais à Lusaka, ainsi qu’un concours de la culture Mambwe pour les écoles, en tant que festival de la tradition linguistique, de l’art oratoire, de la poésie, de la narration de contes, des chants et des danses.

### Aide à l’Église en Détresse (Aid to the Church in Need International / Kirche in Not)
De 2006 à 2020 le père dr. Halemba travaillait pour la fondation pontificale "Aide à l'Église en Détresse" (AED/ACN) basée à Königstein im Taunus (près de Frankfurt am Main, Allemagne). De 2006 à 2010, il était chargé des pays anglophones et lusophones d'Afrique. Depuis 2010 il était directeur du département du Proche-Orient, chargé de l'aide dans cette région (Terre sainte, c'est-à-dire Israël et Palestine, Liban, Jordanie, Syrie, Irak, Iran, Afghanistan, Turquie, Chypre, Azerbaïdjan, Géorgie, Arménie, Égypte, Éthiopie et Érythrée) et de la péninsule arabique (Arabie Saoudite, Yémen, Oman, Koweït, Qatar, Bahreïn, Émirats arabes unis).
Durant le génocide des chrétiens du Moyen-Orient, il s’est porté au secours de l'Église frappée par la guerre et persécutée, particulièrement en Irak et en Syrie. Il est l'auteur du programme "Retour aux racines" (le Plan Marshall pour la plaine de Ninive), qui a reçu un soutien financier international et a permis la reconstruction de maisons privées et de l’infrastructure de l'Église en Irak,. Grâce à cette initiative, près de la moitié des familles chrétiennes déplacées ont pu rentrer dans leurs maisons,,. De même en Syrie, ses activités caritatives et œcuméniques ont aidé les chrétiens à survivre au pire et à garder l’espoir, ("Bougies pour la paix en Syrie",, "Rosaire pour la paix", "Consolez mon peuple: Pérégrination de l'icône de Notre-Dame des Douleurs, Consolatrice des Syriens") Son œcuménisme pratique a conduit à une collaboration locale efficace et au renforcement de la communauté chrétienne,. Le soutien matériel, les efforts diplomatiques ainsi que le plaidoyer,, en faveur de la paix ont sauvé la présence des chrétiens sur leurs terres autochtones, berceau de la foi chrétienne au Moyen-Orient. Dans le cadre de ses activités, il a soutenu plusieurs portails d'information (principalement le "Comité de reconstruction de Ninive" et "Chrétiens en Syrie"). Le p. Halemba est le créateur d'un système numérique avancé pour la gestion des projets et d'audits "ACNaid". En tant que scientifique, le p. Halemba mène des recherches documentant la persécution et le génocide des chrétiens au Moyen-Orient, ainsi que des recherches sociologiques et ethnographiques.

### Initiative internationale "Notre Chemin vers Dieu"
Son service missionnaire a abouti à la création en 2020 de l'Initiative internationale "Notre Chemin vers Dieu" pour l'évangélisation mondiale. Cette initiative vise à aider tous ceux qui cherchent à connaître Dieu, la foi chrétienne et à recevoir le baptême. Il se propose de partager la Bonne Nouvelle de Dieu à chacun, sans exception. L'initiative "Notre chemin vers Dieu" a conduit au lancement d'un cycle de catéchèse biblique, écrite par Monseigneur Antoine Assaf et Père Michel Sakr, enraciné dans la tradition de l'Église et destiné aux candidats au baptême arabophones. Ce vade-mecum des catéchumènes spécifique a été publié en livre imprimé, en livre audio et en numérique sous forme d'application Internet "Notre Chemin vers Dieu" (Our Way to God). Il a de plus été traduit en version bilingue: arabe-anglais, -français, -allemand, -italien, -espagnol, -polonais et persan-allemand.

### Distinctions et honneurs
2015 - Titre honorifique d'Archimandrite (accordé par le métropolite gréco-melkique d'archidiocèse de Zahlé et Furzol au Liban, S.E. Issam John Darwish).
2019 - Prix du magazine "Inside the Vatican" (pour 10 personnes qui, par leurs paroles et leur vie, témoignent de l'espoir que Dieu existe et vient sauver son peuple, données chaque année par le magazine "Inside the Vatican" qui fournit un rapport sur les affaires du monde au cœur de l’Église).
2019 - Croix d'or du mérite (pour les activités en faveur des personnes en besoin d'aide et de soutien, accordé par le président de la République de Pologne),.
2019 - Médaille d'or du UKSW (en reconnaissance du soutien, de la collaboration et de l'action en faveur du développement de l'Université Cardinal Stefan Wyszyński à Varsovie).
2019 - Prix "Pro Redemptione" (en reconnaissance de son travail pour les Chrétiens persécutés et nécessiteux, accordé aux prêtres qui servent à l’étranger par le trimestriel "Homo Dei")
2020 - Titre honorifique de chorévêque, équivalent de « monseigneur » dans l’Église occidentale (latine) (accordé par le Cardinal Louis Raphaël Ier Sako, patriarche catholique chaldéen de Bagdad en Iraq).